# Thelma Schoonmaker
Thelma Colbert Schoonmaker (Algír, 1940. január 3. –) háromszoros Oscar- és kétszeres BAFTA-díjas francia születésű amerikai filmvágó.
Több mint 40 éve dolgozik Martin Scorsese filmrendezővel. 1967-ben dolgoztak először együtt Ki kopog az ajtómon? című debütáló filmjén, majd a Dühöngő Bika (1980) óta ő szerkeszti Scorsese minden filmjét. Schoonmaker összesen hét Oscar-jelölést kapott legjobb filmvágás kategóriában, és ebből három alkalommal el is nyerte a díjat: a Dühöngő Bika (1980), az Aviátor (2004), valamint A tégla (2006) című filmekkel.

## Élete
Thelma Schoonmaker Algírban, Algériában született, amerikai szülők gyermekeként. Szülei Thelma és Bertram Schoonmaker. Bertram a New York-i Schoonmaker család leszármazottja, tartósan külföldön dolgozott a Standard Oil Company alkalmazottjaként. Emiatt különböző országokban nőtt fel, többek között a Holland-Karibi Aruba szigetén is.
Schoonmaker tinédzser koráig, 1955-ig nem élt az Egyesült Államokban, és kezdetben idegennek, megdöbbentőnek találta az amerikai kultúrát. Schoonmaker eleinte a nemzetközi diplomácia iránt érdeklődött, így 1957-ben a Cornell Egyetem hallgatója lett, ahol politikatudományt és orosz nyelvet tanult. Miután 1961-ben lediplomázott a Cornell Egyetemen, State Department vizsgákat tett, azzal a céllal, hogy az amerikai kormánynál tudjon állást szerezni.
A politikai érdekeltségei és nézetei miatt ellenszenvét fejezte ki a dél-afrikai faji megkülönböztetésre alapuló törvényekkel szemben, melyet az amerikai államok állami intézményének Állami Minisztérium felvételi tesztjeit elbíráló alkalmazottai elfogadhatatlannak találtak. Ennek hatására úgy döntött, hogy inkább a művészetek felé fordul.

## Karrier
A Columbia Egyetem elvégzése alatt Schoonmaker elvégzett egy film vágó képzést."
Ezek után jelentkezett egy álláshirdetésre a The New York Timesnál, és meg is kapta a munkát. Egy „vágó” mellett kellett dolgoznia asszisztensként, aki európai rendezők (mint például François Truffaut, Jean-Luc Godard és Federico Fellini) filmjeiből véletlenszerűen vágott ki képeket, hogy a filmek hosszúsága megfeleljen az amerikai televíziós műsorok adásidejének.
Feliratkozott egy intenzív, hathetes filmes kurzusra a New York Egyetemen (NYU), ahol kapcsolatba került az akkor még csupán kezdő, fiatal rendezővel, Martin Scorsese-vel, aki akkor éppen a What's a Nice Girl Like You Doing in a Place Like This? című filmjének befejezésével foglalkozott.
A negatív vágó elrontotta a filmet, azzal, hogy a vágás során nem hagyott elegendő negatív kockát az illesztésekhez. Egy tanára felkérte Schoonmakert, hogy segítsen Scorsese-nek, majd ezt követően a szoros munkakapcsolat közöttük több mint harmincöt évig kitartott. Schoonmaker vágta Scorsese első játékfilmjét, a Ki kopog az ajtómon?t (1967).
A New York Egyetemen Schoonmaker Michael Wadleigh filmrendezővel is megismerkedett és később ő vágta meg a híres zenei fesztivál dokumentumfilmjét, a Woodstock-ot, amelyen akkor Scorsese is dolgozott. Az első komolyabb filmvágói munkája, a Woodstock kapcsán, Schoonmakert jelölték az Oscar Gála legjobb filmvágás kategóriájában. Az áttűnések és a képkimerevítések használata életre keltette a film mozzanatait és rengeteget adott hozzá a film varázsához, ezzel elősegítve a dokumentumfilm-készítés művészetének új szintre emelését.
Schoonmaker karrierjének korai szakasza nem volt egyszerű, a Motion Picture Editors Guild hoz való csatlakozás mindig is nagy kihívást jelentett, a belépési követelmények miatt, melyek előírnak 5 évnyi tanonckodást és 3 évnyi asszisztensi munkát. Mindezek mellett a filmgyártás általánosságban férfiakra volt korlátozódva. Ennek volt köszönhető az a 12 éves szünet, amely a Scorsese diákfilmjében való munkája és az Oscar-díj nyertes Dühöngő Bika között volt. „Szerettem volna együtt dolgozni Martyval, de nem voltam a szakmában. Aztán végül Marty hívott a Dühöngő Bikához, így az ügyvédek felvettek a szervezetbe.”
Még ha Schoonmaker hivatalosan nem is dolgozott együtt Scorsese-vel a Dühöngő Bikáig, ő is hozzájárult a Taxisofőr elkészítéséhez. Scorsese úgy döntött, hogy nem kezdi el szerkeszteni a Taxisofőrt, amíg a forgatása zajlik, hanem meghagyja a szerkesztéseket a forgatás utánra. Sajnálatos módon, emiatt nagyon kevés ideje jutott a képi anyag megvágására mivel a Columbia, a szerződésében előírta, hogy a végső vágásnak el kellett készülnie február közepéig. Többek között Scorsese Schoonmakert is segítségül hívta. Egy ponton Steven Spielberg is látogatást tett Scorsese-nél és segített neki a végső vágás befejezésében.

## Magánélete

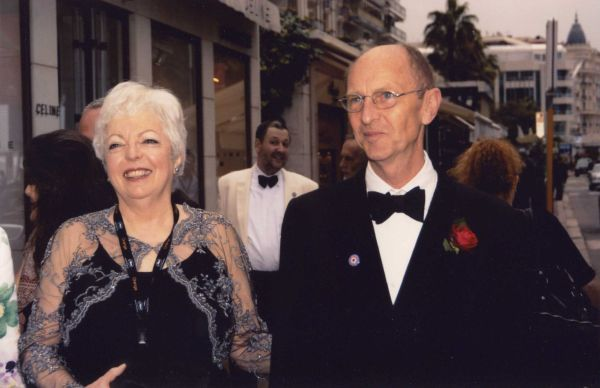
Thelma Schoonmaker és Columba Powell a cannes-i fesztiválon (2009).

Scorsese mutatta be neki Michael Powellt a Londolni Frixos Constantine filmes producerét. A pár 1984. május 19-ig élt házasságban, egészen Mitchael 1990-ben bekövetkező haláláig. Gyermekük nem született.
Powell halála után, Schoonmaker a filmek megőrzése mellett kötelezte el magát, hogy ezzel is tisztelegjen férje hagyatéka előtt. A férje ugyanis számos kitűnő filmet rendezett, többek között a Piros cipellőket.

## Idézetek
- „Ha jelentősen akarunk hozzájárulni a vágószobában történő film megformálásához és véglegesítéséhez, te segíted a rendezőt a film megvalósulásában, amelyen egy egész stáb keményen dolgozott. Te adod meg a munkájuknak a ritmust és az ütemet, és néha teljesen át is formálod a szerkezetét azért, hogy az életre keljen majd a képernyőn. És majd egy év múlva fog kifizetődni a munkád, amit a színfalak mögött végeztél, amikor láthatod az emberek reakcióját a munkádra.”[11]
- „A vágás a türelemről és a fegyelemről szól, folyamatosan dolgozni egy projekten, majd késő éjjel kikapcsolni a gépet és hazamenni, csalódottan és depressziósan, majd reggel visszajönni és kezdeni az egészet elölről.”[15]
- Amikor arról kérdezték, hogy egy ilyen szép hölgy, hogyan lehetett képes Scorsese erőszakos gengszterfilmjeit szerkeszteni, Thelma mosolyogva így válaszolt, „Ó, de hát nem is voltak erőszakosak, amíg én nem vágtam össze őket.”[16]
- „Úgy gondolom, hogy Marty erőszak alkalmazása nagyon valóságos. Soha nem használja őket indokolatlanul, minden esetben erősen megragadja a lényeget… ha egy filmben erőszakot tervezünk bemutatni, akkor azt teljes meggyőződéssel kell megtennünk, éppen úgy, ahogyan azt Marty is teszi.”[13]

## Filmjei
- Ki kopog az ajtómon? (1967)
- Dühöngő bika (1980)
- A komédia királya (1983)
- Lidérces órák (1985)
- A pénz színe (1986)
- Bad (1987)
- Krisztus utolsó megkísértése (1988)
- New York-i történetek (1989) segment "Life Lessons"
- Nagymenők (1990)
- Cape Fear – A rettegés foka (1991)
- Az ártatlanság kora (1993)
- Casino (1995)
- A szerelem hangja (1996)
- Tibet végnapjai (1997)
- Holtak útja (1999)
- New York bandái (2002)
- Aviátor (2004)
- A tégla (2006)
- Viharsziget (2010)
- A leleményes Hugo (2011)
- A Wall Street farkasa (2013)
- Bombay Velvet (2015)
- Halálos hallgatás (2016)
- Hóember (2017)
- Az ír (2019)

### Egyéb munkák
- A gyerekek jól vannak (1979) (Speciális tanácsadó)
- Woodstock (1970) (rendező asszisztens és Vágó)
- Boardwalk Empire – Gengszterkorzó (Boardwalk Empire” epizód, 2010) (tanácsadó)

## Elismerései
A 7 Oscar-jelölésével Schoonmaker a második legtöbbször jelölt vágó az Oscar-díj történetében, Michael Kahn után, aki nyolc jelöléssel rendelkezik. Ugyanannyi díjjal rendelkezik, mint, Daniel Mandell, és Ralph Dawson, a legjobb vágás kategóriában, három-három győzelemmel.
2012-ben a Motion Picture Editors Guild publikált egy listát minden idők hetvenöt legjobban megvágott filmjéről, ami a Motion Picture Editors Guild tagjai által kitöltött kérdőíven alapult. Három Schoonmaker által megvágott Scorsese-film is szerepel a listán: Az első helyen a Dühöngő bika (1980), a tizenötödik helyen a Nagymenők (1990), és a hatvankilencedik helyen álló A leleményes Hugo (2011). Csupán George Tomasini, Alfred Hitchcock 1950-es filmjeinek vágója jelenik meg több alkalommal ezen a listán.
Oscar díj
A legjobb vágásért
- 1971 – Woodstock (Jelölés)
- 1981 – Dühöngő Bika (Győztes)
- 1991 – Nagymenők (Jelölés)
- 2003 – New York bandái (Jelölés)
- 2005 – Aviátor (Győztes)
- 2007 – A tégla (Győztes)
- 2012 – A leleményes Hugo (Jelölés)

Egyéb díjak és jelölések
- 1981 – Dühöngő Bika (1980) (Győztes) American Cinema Editors ACE Eddie – Legjobban szerkesztett film
- 1982 – Dühöngő Bika (1980) (Győztes) BAFTA Film Díj– Legjobb Vágás
- 1984 – A komédia királya (1982) (Jelölés) BAFTA Film Díj – Legjobb Vágás
- 1991 – Nagymenők (1990) (Jelölés) American Cinema Editors ACE Eddie – Legjobban szerkesztett film
- 1991 – Nagymenők (1990) (Győztes) BAFTA Film Díj – Legjobb Vágás
- 1993 – Rettegés foka (jelölt) BAFTA Film Díj – Legjobb Vágás
- 1992 – Gotham Below the Line Díj (Győztes)
- 1996 – Kaszinó (1995) (jelölt) American Cinema Editors ACE Eddie – Legjobban szerkesztett film
- 2000 – Hollywood Film Festival – Hollywood Film Díj (Győztes)
- 2003 – New York bandái (2002) (Győztes) American Cinema Editors ACE Eddie – Legjobban szerkesztett film– Dramaturg
- 2003 – New York bandái (2002) (jelölt) BAFTA Film Díj – Legjobb Vágás
- 2003 – New York bandái (2002) (Győztes) Satellite Awards Golden Satellite Díj – Legjobb filmszerkesztés
- 2004 – AFI Life Achievement Award: A Tribute to Robert De Niro (2003) (TV) (2004) (jelölt) Emmy Díj – Outstanding Multi-Camera Picture Editing for a Miniseries, Movie or a Special
- 2005 – Aviátor (Győztes) American Cinema Editors ACE Eddie – Legjobban szerkesztett film – Dramaturg
- 2005 – Aviátor (jelölt) BAFTA Film Díj – Legjobb Vágás
- 2005 – Aviátor (jelölt) Satellite Awards Golden Satellite Díj – Legjobb filmszerkesztés
- 2005 – Aviátor (jelölt) OFCS Díj – Online Film Critics Society Díj – Legjobb Vágás
- 2007 – A tégla (jelölt) American Cinema Editors ACE Eddie – Legjobban szerkesztett film – Dramaturg
- 2007 – A tégla (jelölt) BAFTA Film Díj – Legjobb Vágás
- 2007 – A tégla (jelölt) OFCS Díj – Online Film Critics Society Awards – Legjobb Vágás
- 2007 – Made an honorary Fellow of Canterbury Christ Church University
- 2014 – 71st Venice International Film Festival – Golden Lion For Lifetime Achievement
- 2017 - American Cinema Editors Career Achievement Award

## Fordítás
- Ez a szócikk részben vagy egészben  a   Thelma Schoonmaker című angol Wikipédia-szócikk fordításán alapul.  Az eredeti cikk szerkesztőit annak laptörténete sorolja fel. Ez a jelzés csupán a megfogalmazás eredetét és a szerzői jogokat jelzi, nem szolgál a cikkben szereplő információk forrásmegjelöléseként.